# Ruggero Ferrario
Ruggero Ferrario (* 7. Oktober 1897 in Mailand; † 5. April 1976 ebenda) war ein italienischer Radrennfahrer und Olympiasieger im Radsport.

## Sportliche Laufbahn
Ferrario war Teilnehmer der Olympischen Sommerspiele 1920 in Amsterdam. Dort gewann er bei den Bahnradsportwettwerben die Goldmedaille in der Mannschaftsverfolgung gemeinsam mit Arnaldo Carli, Primo Magnani und Franco Giorgetti. Im olympischen Rennen über 50 Kilometer belegte er beim Sieg von Henry George den 4. Platz.
Die Umbrien-Rundfahrt (Giro dell'Umbria) hatte er bereits 1913 gewonnen. 1919 gewann er die erste Austragung der Coppa Bernocchi. 1921 wurde er Berufsfahrer. Der 3. Platz im Giro della Romagna 1923 war sein bestes Ergebnis als Profi.